# Distrito electoral de Brule (condado de Keith, Nebraska)
Brule (en inglés: Brule Precinct) es un distrito electoral ubicado en el condado de Keith en el estado estadounidense de Nebraska. En el Censo de 2010 tenía una población de 811 habitantes y una densidad poblacional de 1,3 personas por km².

## Geografía
Brule se encuentra ubicado en las coordenadas 41°8′28″N 101°55′45″O / 41.14111, -101.92917. Según la Oficina del Censo de los Estados Unidos, Brule tiene una superficie total de 623.31 km², de la cual 611.12 km² corresponden a tierra firme y (1.96%) 12.19 km² es agua.

## Demografía
Según el censo de 2010, había 811 personas residiendo en Brule. La densidad de población era de 1,3 hab./km². De los 811 habitantes, Brule estaba compuesto por el 96.05% blancos, el 0.12% eran afroamericanos, el 0.62% eran amerindios, el 2.34% eran de otras razas y el 0.86% pertenecían a dos o más razas. Del total de la población el 5.8% eran hispanos o latinos de cualquier raza.